# Orchard Park (villa)
Orchard Park es una villa ubicada en el condado de Erie en el estado estadounidense de Nueva York. En el año 2000 tenía una población de 3,294 habitantes y una densidad poblacional de 946 personas por km².

## Geografía
Orchard Park se encuentra ubicada en las coordenadas 42°45′44″N 78°44′29″O / 42.76222, -78.74139.

## Demografía
Según la Oficina del Censo en 2000 los ingresos medios por hogar en la localidad eran de $51,520, y los ingresos medios por familia eran $70,483. Los hombres tenían unos ingresos medios de $46,810 frente a los $30,679 para las mujeres. La renta per cápita para la localidad era de $29,754. Alrededor del 4.3% de la población estaban por debajo del umbral de pobreza.